# Vampire Idol
Vampire Idol (hangeul: 뱀파이어 아이돌, latinizzazione riveduta: Baempa-i-eo a-i-dol) è una serie televisiva sudcoreana trasmessa su MBN dal 5 dicembre 2011 al 30 marzo 2012.

## Trama
Un principe vampiro arriva dal suo pianeta sulla Terra per assistere a una performance live del suo idol preferito, ma rimane bloccato sulla Terra con i suoi tre fedeli servitori. Decide quindi di prendere parte lui stesso a una gara per diventare un idol di fama globale.

## Personaggi
- Principe Vampirutus Panyera Twilight Walakia Kunyaris Romania Blarantua Transylvania New Moon Tenios Bellanluci Breaking Dawn Draculu Oolala Eclipse Apalidia, interpretato da Lee Jung.
- Min-kyung, interpretata da Kang Min-kyung.
- Dong-yup, interpretato da Shin Dong-yup.
- Soo-mi, interpretata da Kim Soo-mi.
- Soo-hyuk/Mukadil Paejua, interpretato da Lee Soo-hyuk.
- Woo-bin/Gabri Ratiss, interpretato da Kim Woo-bin.
- Jong-hyun/Yariru Genius, interpretato da Hong Jong-hyun.